# Liste der Naturdenkmale in Leinsweiler
Die Liste der Naturdenkmale in Leinsweiler nennt die im Gemeindegebiet von Leinsweiler ausgewiesenen Naturdenkmale (Stand 23. Mai 2024).

## Naturdenkmale
| Nr.         | Bezeichnung         | Lage                                                      | Beschreibung                     | Bild                                    |
| ----------- | ------------------- | --------------------------------------------------------- | -------------------------------- | --------------------------------------- |
| ND-7337-224 | Mandelbaumpflanzung | nördlich des Ortes, unterhalb des Slevogthofs Lage        | Prunus dulcis, hier Nr. 61       | Direkt Bild zu diesem Denkmal hochladen |
| ND-7337-225 | Mandelbaumpflanzung | östlich des Ortes an der L 508 (Deutsche Weinstraße) Lage | Prunus dulcis, hier Nr. 62       | Direkt Bild zu diesem Denkmal hochladen |
| ND-7337-258 | Neukastel           | nördlich des Ortes auf dem Föhrlenberg Lage               | Buntsandsteinfelsen, hier Nr. 63 | mehr Fotos \| Fotos hochladen           |